# Sunshine (OneRepublic)
Sunshine is een single van de Amerikaanse band OneRepublic uit 2021. Het nummer is geschreven voor de soundtrack van de film Clifford the Big Red Dog uit hetzelfde jaar.

## Achtergrond
Sunshine is geschreven door Ryan Tedder, Brent Kutzle, Noel Zancanella, Zach Skelton, Casey Smith en Tyler Spry en geproduceerd door Ryan Tedder, Brent Kutzle, Simon Oscroft en Tyler Spry. Het is een energiek en zomers nummer, wat opvallend is aangezien het lied in november is uitgebracht. De lyrics van het nummer passen ook bij de vrolijke melodie, want de tekst gaat erover dat alles net een beetje beter is met wat zonneschijn. Het nummer was een zeer bescheiden hit voor OneRepublic. In Nederland werd het graag op de radio gedraaid, wat resulteerde in een tiende plaats in de Top 40. In de Single Top 100 kwam het echter niet hoger dan de 29e plaats. In België stond het in de Vlaamse Ultratop Singles lijst op de 42e plaats en op de Waalse tegenhanger stond het op de 25e positie. Andere landen waar noteringen werden gehaald waren Noorwegen, Zwitserland en Zweden.